# Hrușiv, Mîronivka
Hrușiv (în ucraineană Грушів) este localitatea de reședință a comunei Hrușiv din raionul Mîronivka, regiunea Kiev, Ucraina.

## Demografie
Componența lingvistică a localității Hrușiv
     Ucraineană (92,05%)
     Rusă (6,44%)
     Alte limbi (0,19%)
Conform recensământului din 2001, majoritatea populației localității Hrușiv era vorbitoare de ucraineană (92,05%), existând în minoritate și vorbitori de rusă (6,44%).